# Református polgári fiúiskola (Makó)

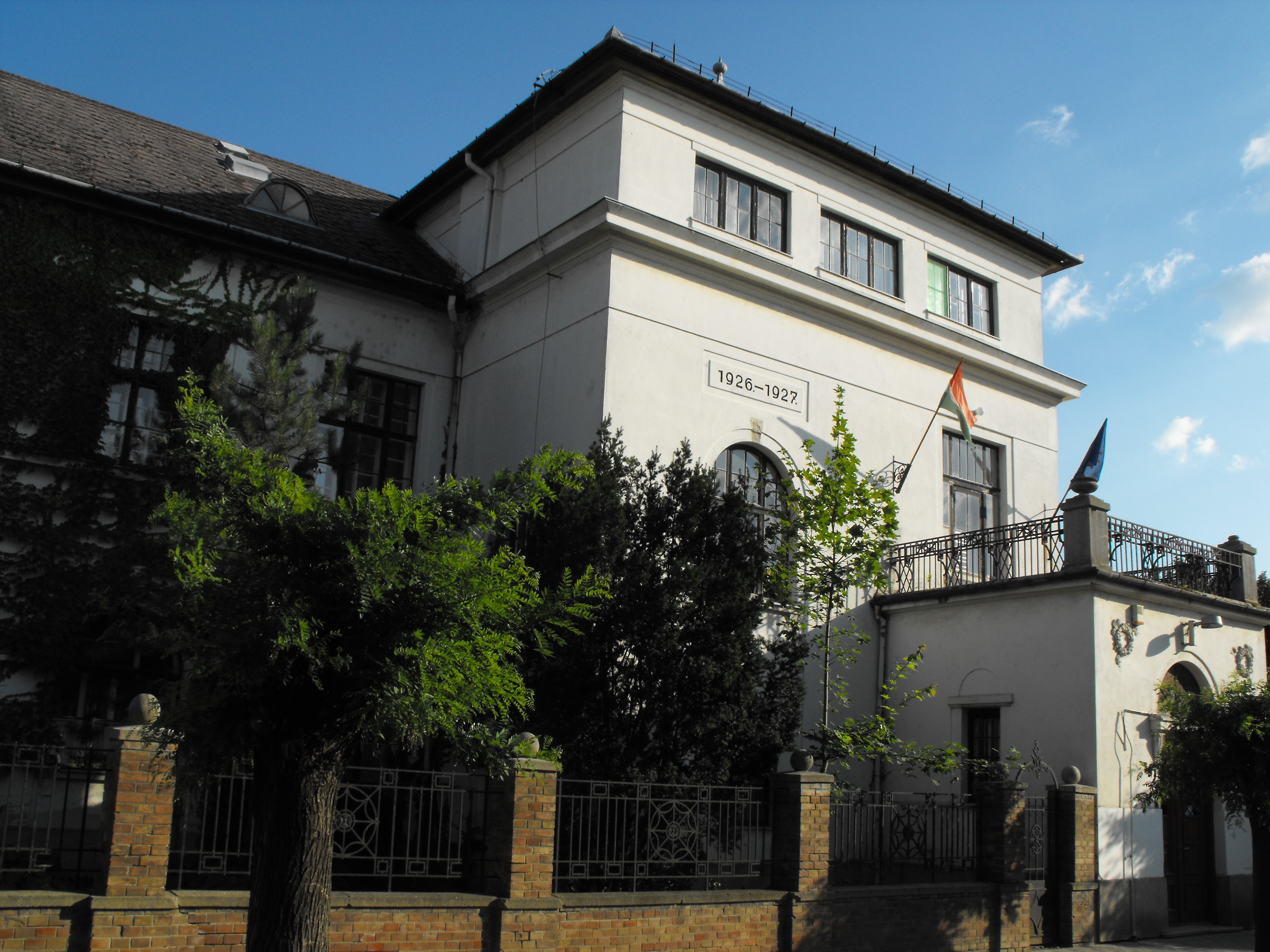
Az iskolaépület főbejárata

A makói Református polgári fiúiskola épületét 1927-ben emelték, a Kálvin tér 7. szám alatt áll.
A református egyház presbitériuma 1922. december 29-én indítványozta egy polgári fiúiskola fölépítését; a nemes célt a város képviselő-testülete 4 millió koronával támogatta, és magára vállalta a fűtésből és egy hivatalsegéd javadalmazásából adódó költségeket. A Vallás- és Közoktatásügyi Minisztérium 1923-ban engedélyezte az iskola megnyitását, és szeptembertől az új tanév megkezdését. A református polgári fiúiskola keretein belül négy új osztály indult, egyelőre a Bagolyvár épületében. A Makói Állami Segélyezésű Gróf Bethlen István Református Polgári Fiúiskola első igazgatója Szirbik Sándor lett. Hamarosan szűkösnek bizonyult a hely, ezért egyház indítványozta egy új iskola építését; a Bagolyvár mellett épült föl a református polgári fiúiskola új épülete, amelyet 1927. október 4-én Baltazár Dezső református püspök, az Országgyűlés felsőházának tagja és Klebelsberg Kunó kultuszminiszter avatta föl.
A nyolc tantermes iskolaépületben a 4 osztálytermen kívül rajz- és tornatermet, igazgatói és tanári szobát szertárat és tornaszertárat helyeztek el, a földszintre került az elemi iskola négy osztálya és annak igazgatói irodája. A tervező figyelembe vette a műemléki környezetet, és jól használta ki az eklektika adta lehetőségeket. A klasszicista Bagolyvár felől statikus, a barokk stílusú református ótemplom felől dinamikus épületfrontot alakított ki. A gazdagon tagolt utcai homlokzat palástolni tudta, hogy az utcára járulékos helyiségek kerültek: a főtraktus folyosója, a lépcsőház és a porta. A főépület hosszanti tömegéhez egy-egy előreugró szárny csatlakozik, a bejárat bástyaszerű. Az előkertet kovácsoltvas kerítés határolja.
1930 és 1942 között Rohoska Dezső volt az intézmény igazgatója, őt Erdei János követte. 1948-tól az épületben általános iskola működött. 1970-ben az intézmény fölvette Kun Béla nevét, a kommunista politikus szobrát az udvaron helyezték el, Hadik Magda alkotása. Ezt ismeretlen személy 1991-ben ledöntötte, azóta a József Attila Múzeum gyűjteményében őrzik. A tornaterem végfalán kapott helyet dr. Karsai Andrásné Volent Irén tanítót és tanítványokat ábrázoló mozaikja. A rendszerváltás után a Kálvin Téri Általános Iskola, majd több összevonás eredményeképpen a Belvárosi Általános Iskola és Művészetek Iskolája, majd a Belvárosi Általános Iskola Alapfokú Művészetoktatási Intézmény és Logopédiai Intézet kapott helyet az épületben. Jelenleg a Makói Általános Iskola Belvárosi tagintézménye működik falai között, évfolyamonként három osztállyal.